# Moses Mosop
Moses Mosop (ur. 17 lipca 1985 w Kamasia, w prowincji Rift Valley) – kenijski lekkoatleta, długodystansowiec.

## Osiągnięcia
- 7. miejsce podczas Igrzysk olimpijskich (bieg na 10 000 m, Ateny 2004)
- brązowy medal Mistrzostw Świata w Lekkoatletyce (bieg na 10 000 m, Helsinki 2005)
- 4 medale mistrzostw świata w biegach przełajowych:
- Lozanna 2003 – złoto drużynowo w kategorii juniorów[1]
- Mombasa 2007 – srebro indywidualnie oraz złoto w drużynie
- Amman 2009 – złoto w drużynie

## Rekordy życiowe
- bieg na 3000 metrów – 7:36,88 (2006)
- bieg na 5000 metrów – 12:54,46 (2006)
- bieg na 10 000 metrów – 26:49,55 (2007)
- półmaraton – 59:20 (2010)
- bieg na 25 000 metrów – 1:12:25,4 (2011) rekord świata[2][3][4][5]
- bieg na 30 000 metrów – 1:26,47,4 (2011) rekord świata[2][3][4][5]
- maraton – 2:03:06d[6] (2011)